# Championnats du monde d'escalade sur glace
À ne pas confondre avec la Coupe du monde d'escalade sur glace.
Les championnats du monde d'escalade sur glace sont organisés tous les deux ans par l'Union internationale des associations d'alpinisme. Cet évènement désigne les champions du monde, masculins et féminins, dans les trois disciplines de ce sport : la difficulté, la vitesse et le combiné.

## Historique et épreuves au programme
La première compétition d'escalade sur glace a été organisé en 1912 sur le glacier de la Brenva à Courmayeur en Italie.
En 1998, des règles communes pour les compétitions ont été établies, conduisant à l'apparition d'un circuit mondial à partir de l'an 2000. Depuis 2002, ce circuit est organisé par l'Union internationale des associations d'alpinisme et comprend une coupe du monde, un championnat du monde, un championnat du monde junior et des compétitions continentales. Les championnats du monde sont organisés sur un rythme bisannuel depuis 2007. Jusqu'en 2015, c'est une des étapes de la coupe du monde qui fait office de championnat du monde, depuis cette date les deux évènements sont indépendants.
À cause de la pandémie de Covid-19, l'édition 2021 des championnats du monde s'est finalement déroulée en 2022.

## Éditions
| Édition | Année       | Ville                        | Date(s)                            | Disciplines | Disciplines | Disciplines | Ref.   |
| ------- | ----------- | ---------------------------- | ---------------------------------- | ----------- | ----------- | ----------- | ------ |
| Édition | Année       | Ville                        | Date(s)                            | Difficulté  | Vitesse     | Combiné     | Ref.   |
| 1       | 2002        | Arzl im Pitztal, Autriche    | 11 et 12 janvier 2002              | •           | •           |             | [ 2 ]  |
| 2       | 2003        | Kirov, Russie                | 8 au 10 mars 2003                  | •           | •           |             | [ 3 ]  |
| 3       | 2004        | Saas-Fee, Suisse             | 22 au 24 janvier 2004              | •           | •           |             | [ 4 ]  |
| 4       | 2005        | Saas-Fee, Suisse             | 20 au 22 janvier 2005              | •           | •           |             | [ 5 ]  |
| 5       | 2007        | Saas-Fee, Suisse             | 1 au 3 février 2007                | •           |             |             | [ 6 ]  |
| 5       | 2007        | Bușteni, Roumanie            | 8 et 9 février 2007                |             | •           |             |        |
| 6       | 2009        | Saas-Fee, Suisse             | 22 au 24 janvier 2009              | •           | •           |             | [ 7 ]  |
| 7       | 2011        | Bușteni, Roumanie            | 5 et 6 février 2011                | •           |             |             | [ 8 ]  |
| 7       | 2011        | Kirov, Russie                | 6 au 8 mars 2011                   |             | •           |             | [ 8 ]  |
| 8       | 2013        | Cheongsong, Corée du Sud     | 12 et 13 janvier 2013              | •           |             |             | [ 9 ]  |
| 8       | 2013        | Kirov, Russie                | 8 au 10 mars 2013                  |             | •           |             | [ 9 ]  |
| 9       | 2014 / 2015 | Moso in Passiria, Italie     | 30 décembre 2014 et 1 janvier 2015 | •           |             |             | ,      |
| 9       | 2014 / 2015 | Kirov, Russie                | 6 au 8 mars 2015                   |             | •           |             | ,      |
| 10      | 2017        | Champagny-en-Vanoise, France | 4 et 5 février 2017                | •           | •           |             | [ 16 ] |
| 11      | 2018 / 2019 | Moscou, Russie               | 15 et 16 décembre 2018             |             |             | •           | [ 17 ] |
| 11      | 2018 / 2019 | Kirov, Russie                | 8 au 10 mars 2019                  | •           | •           |             | [ 18 ] |
| 12      | 2022        | Saas-Fee, Suisse             | 26 au 29 janvier 2022              | •           | •           | •           | [ 19 ] |
| 13      | 2024        | Edmonton, Canada             | 16 au 18 février 2024              | •           | •           |             | [ 20 ] |

## Résultats

### Hommes

#### Difficulté
| Year | Or                       | Argent               | Bronze               |
| ---- | ------------------------ | -------------------- | -------------------- |
| 2002 | Yevgen Kryvosheytsev     | Stéphane Husson      | Thomas Steinbrugger  |
| 2003 | Yevgen Kryvosheytsev (2) | Oleg Chereshnev      | Harald Berger        |
| 2004 | Harald Berger            | Yevgen Kryvosheytsev | Samuel Anthamatten   |
| 2005 | Harald Berger (2)        | Samuel Anthamatten   | Albert Leichtfried   |
| 2007 | Yevgen Kryvosheytsev (3) | Alexey Tomilov       | Simon Wandeler       |
| 2009 | Markus Bendler           | Herbert Klammer      | Maxim Tomilov        |
| 2011 | Park Hee-yong            | Markus Bendler       | Yevgen Kryvosheytsev |
| 2013 | Alexey Tomilov           | Valentyn Sypavin     | Park Hee-yong        |
| 2015 | Maxim Tomilov            | Park Hee-yong        | Alexey Tomilov       |
| 2017 | Park Hee-yong (2)        | Yannick Glatthard    | Nikolai Kuzovlev     |
| 2019 | Nikolai Kuzovlev         | Maxim Tomilov        | Aleksei Marshalov    |
| 2022 | Louna Ladevant           | Benjamin Bosshard    | Tristan Ladevant     |
| 2024 | Lee Younggeon            | Keenan Griscom       | Benjamin Bosshard    |

#### Vitesse
| Year | Or                      | Argent               | Bronze              |
| ---- | ----------------------- | -------------------- | ------------------- |
| 2002 | Alexander Matveev       | Yevgen Kryvosheytsev | Urs Odermatt        |
| 2003 | Alexander Matveev (2)   | Yevgen Kryvosheytsev | Alexei Vagin        |
| 2004 | Alexander Matveev (3)   | Nikolay Shved        | Igor Fayzullin      |
| 2005 | Yevgen Kryvosheytsev    | Igor Fayzullin       | Nikolay Shved       |
| 2007 | Igor Fayzullin          | Maxim Vlasov         | Andrey Belkov       |
| 2009 | Pavel Gulyaev           | Pavel Batushev       | Tihomir Dimitrov    |
| 2011 | Pavel Gulyaev (2)       | Ivan Spitsyn         | Pavel Batushev      |
| 2013 | Egor Trapeznikov        | Radomir Proshchenko  | Ivan Spitsyn        |
| 2015 | Alexey Yagin            | Radomir Proshchenko  | Egor Trapeznikov    |
| 2017 | Vladimir Kartashev      | Leonid Malykh        | Radomir Proshchenko |
| 2019 | Vladislav Iurlov        | Anton Sukharev       | Anton Nemov         |
| 2022 | Mohsen Beheshti Rad     | Nikita Glazyrin      | Danila Bikulov      |
| 2024 | Mohammad Reza Safdarian | Kherlen Nyamdoo      | Mohsen Beheshti Rad |

#### Combiné
| Year | Or                      | Argent          | Bronze                  |
| ---- | ----------------------- | --------------- | ----------------------- |
| 2018 | Nikolai Kuzovlev        | Nikita Glazyrin | Mohammad Reza Safdarian |
| 2022 | Mohammad Reza Safdarian | Andreas Gantner | Vadim Malshchukov       |

### Femmes

#### Difficulté
| Year | Or                  | Argent              | Bronze                 |
| ---- | ------------------- | ------------------- | ---------------------- |
| 2002 | Ines Papert         | Anna Torretta       | Abby Watkins           |
| 2003 | Ines Papert (2)     | Marina Rashitova    | Marina Maslova         |
| 2004 | Ines Papert (3)     | Natalia Kulikova    | Kirsten Buchmann       |
| 2005 | Petra Müller        | Ines Papert         | Stéphanie Maureau      |
| 2007 | Jenny Lavarda       | Stéphanie Maureau   | Petra Müller           |
| 2009 | Angelika Rainer     | Petra Müller        | Maria Tolokonina       |
| 2011 | Angelika Rainer (2) | Shin Woon-seon      | Anna Gallyamova        |
| 2013 | Angelika Rainer (3) | Anna Gallyamova     | Shin Woon-seon         |
| 2015 | Shin Woon-seon      | Angelika Rainer     | Petra Klingler         |
| 2017 | Shin Woon-seon (2)  | Angelika Rainer     | Maria Tolokonina       |
| 2019 | Shin Woon-seon (3)  | Maria Tolokonina    | Maryam Filippova       |
| 2022 | Petra Klingler      | Anastasia Astakhova | Franziska Schönbächler |
| 2024 | Shin Woon-seon (4)  | Sina Goetz          | Franziska Schönbächler |

#### Vitesse
| Year | Or                       | Argent                | Bronze              |
| ---- | ------------------------ | --------------------- | ------------------- |
| 2002 | Ines Papert              | Nadezhda Yakimova     | Margarita Kolodkina |
| 2003 | Natalia Kulikova         | Nadezhda Yakimova     | Elizaveta Petenko   |
| 2004 | Natalia Kulikova (2)     | Maryam Filippova      | Julia Oleynikova    |
| 2005 | Natalia Kulikova (3)     | Julia Oleynikova      | Anna Torretta       |
| 2007 | Maria Shabalina          | Natalia Kulikova      | Shin Woon-seon      |
| 2009 | Maria Tolokonina         | Nadezhda Shubina      | Maryam Filippova    |
| 2011 | Maria Tolokonina (2)     | Mariia Krasavina      | Nadezhda Gallyamova |
| 2013 | Ekaterina Koshcheeva     | Julia Oleynikova      | Maryam Filippova    |
| 2015 | Ekaterina Koshcheeva (2) | Nadezhda Gallyamova   | Mariia Krasavina    |
| 2017 | Maria Tolokonina (3)     | Ekaterina Feoktistova | Nadezhda Gallyamova |
| 2019 | Maria Tolokonina (4)     | Natalia Savitskaia    | Valeria Bogdan      |
| 2022 | Natalia Savitskaia       | Iuliia Filateva       | Maria Tolokonina    |
| 2024 | Aneta Louzecka           | Lea Beck              | Nyamdoo Selenge     |

#### Combiné
| Year | Or               | Argent          | Bronze           |
| ---- | ---------------- | --------------- | ---------------- |
| 2018 | Maria Tolokonina | Valeria Bogdan  | Maryam Filippova |
| 2022 | Iuliia Filateva  | Vivien Labarile | Irina Dubovtseva |

## Tableau des médailles par nation
| Rang | Pays          | Toutes épreuves | Toutes épreuves | Toutes épreuves | Difficulté | Difficulté | Difficulté | Vitesse | Vitesse | Vitesse | Combiné | Combiné | Combiné |
| ---- | ------------- | --------------- | --------------- | --------------- | ---------- | ---------- | ---------- | ------- | ------- | ------- | ------- | ------- | ------- |
| Rang | Pays          | Or              | Arg             | Bro             | Or         | Arg        | Bro        | Or      | Arg     | Bro     | Or      | Arg     | Bro     |
| 1    | Russie        | 27              | 32              | 32              | 3          | 8          | 9          | 21      | 22      | 20      | 3       | 2       | 3       |
| 2    | Corée du Sud  | 7               | 2               | 3               | 7          | 2          | 2          | -       | -       | 1       | -       | -       | -       |
| 3    | Ukraine       | 4               | 4               | 1               | 3          | 2          | 1          | 1       | 2       | -       | -       | -       | -       |
| 3    | Italie        | 4               | 4               | 1               | 4          | 4          | -          | -       | -       | 1       | -       | -       | -       |
| 5    | Allemagne     | 4               | 1               | 1               | 3          | 1          | 1          | 1       | -       | -       | -       | -       | -       |
| 6    | Autriche      | 3               | 1               | 3               | 3          | 1          | 3          | -       | -       | -       | -       | -       | -       |
| 7    | Iran          | 3               | -               | 2               | -          | -          | -          | 2       | -       | 1       | 1       | -       | 1       |
| 8    | Suisse        | 2               | 6               | 8               | 2          | 5          | 7          | -       | -       | 1       | -       | 1       | -       |
| 9    | France        | 1               | 2               | 2               | 1          | 2          | 2          | -       | -       | -       | -       | -       | -       |
| 10   | Tchéquie      | 1               | -               | -               | -          | -          | -          | 1       | -       | -       | -       | -       | -       |
| 11   | Liechtenstein | -               | 2               | -               | -          | -          | -          | -       | 1       | -       | -       | 1       | -       |
| 12   | Mongolie      | -               | 1               | 1               | -          | -          | -          | -       | 1       | 1       | -       | -       | -       |
| 13   | États-Unis    | -               | 1               | -               | -          | 1          | -          | -       | -       | -       | -       | -       | -       |
| 14   | Bulgarie      | -               | -               | 1               | -          | -          | -          | -       | -       | 1       | -       | -       | -       |
| 14   | Australie     | -               | -               | 1               | -          | -          | 1          | -       | -       | -       | -       | -       | -       |

## Principaux champions du monde d'escalade sur glace

### Hommes
| Pays         | Nom                  | Nombre de titres | Nombre de titres | Nombre de titres | Nombre de titres | Nombre de médailles | Nombre de médailles |
| Pays         | Nom                  | Total            | Diff.            | Vit.             | Comb.            | argent              | bronze              |
| ------------ | -------------------- | ---------------- | ---------------- | ---------------- | ---------------- | ------------------- | ------------------- |
| Ukraine      | Yevgen Kryvosheytsev | 4                | 3                | 1                | -                | 3                   | 1                   |
| Russie       | Alexander Matveev    | 3                | -                | 3                | -                | -                   | -                   |
| Corée du Sud | Park Hee-yong        | 2                | 2                | -                | -                | 1                   | 1                   |
| Autriche     | Harald Berger        | 2                | 2                | -                | -                | -                   | 1                   |
| Russie       | Nikolai Kuzovlev     | 2                | 1                | -                | 1                | -                   | 1                   |
| Russie       | Pavel Gulyaev        | 2                | -                | 2                | -                | -                   | -                   |

### Femmes
| Pays         | Nom                  | Nombre de titres | Nombre de titres | Nombre de titres | Nombre de titres | Nombre de médailles | Nombre de médailles |
| Pays         | Nom                  | Total            | Diff.            | Vit.             | Comb.            | argent              | bronze              |
| ------------ | -------------------- | ---------------- | ---------------- | ---------------- | ---------------- | ------------------- | ------------------- |
| Russie       | Maria Tolokonina     | 5                | -                | 4                | 1                | 1                   | 3                   |
| Corée du Sud | Shin Woon-seon       | 4                | 4                | -                | -                | 1                   | 2                   |
| Allemagne    | Ines Papert          | 4                | 3                | 1                | -                | 1                   | -                   |
| Italie       | Angelika Rainer      | 3                | 3                | -                | -                | 2                   | -                   |
| Russie       | Natalia Kulikova     | 3                | -                | 3                | -                | 2                   | -                   |
| Russie       | Ekaterina Koshcheeva | 2                | -                | 2                | -                | -                   | -                   |